# Semilimax kotulae
Semilimax kotulae is een slakkensoort uit de familie van de Vitrinidae. De wetenschappelijke naam van de soort is voor het eerst geldig gepubliceerd in 1883 door Westerlund.